# アミューズメント・パークス・オン・ファイア
アミューズメント・パークス・オン・ファイア（Amusement Parks on Fire）は、イギリスのロックバンド。
シューゲイザー的なフィードバック・ノイズを用いたサウンドが特徴。

## 来歴
2004年にイングランドのノッティンガムにて、マイケル・フィーリックのソロ・プロジェクトとしてスタートする。
フィーリックはギター、ベース、ドラムすべての楽器を演奏して、9曲を友人のダニエル・ノウルズと共に4週間かけて録音する。
2004年にデビュー・アルバム『Amusement Parks on Fire』を、ポーティスヘッドのジェフ・バーロウのレーベルであるInvada Recordsよりリリースする。
その後、ノウルズとドラムのピーター・デイル、ベースのジェズ・コックスがメンバーとなり、バンド体制になった。
2005年にV2レコードと契約し、翌2006年にセカンド・アルバム『アウト・オブ・ジ・エンジェルズ』をリリースする。また、セカンド・アルバムに加えて録音した曲を2枚の限定12インチEPとして、2005年に『Blackout EP』、2006年に『In Flight』をそれぞれリリースする。
2006年、メンバーにコックスに代わってベースのガヴィン・プールと、キーボードとギターのジョー・ハーディが加入する。
バンドはサマーソニック2006で初来日した。

## メンバー

### 現在のラインナップ
- マイケル・フィーリック (Michael Feerick) - ボーカル、ギター
- ピーター・デイル (Peter Dale) - ドラム
- ガヴィン・プール (Gavin Poole) - ベース
- ジョー・ハーディ (Joe Hardy) - キーボード、ギター
- レイフ・ダン (Rafe Dunn) - ギター

### 旧メンバー
- ダニエル・ノウルズ (Daniel Knowles) - ギター、プロダクション
- ジェズ・コックス (Jez Cox) - ベース
- ジョン・サンプソン (John Sampson) - キーボード、サンプラー

## ディスコグラフィ

### スタジオ・アルバム
- Amusement Parks on Fire (2004年、Invada)
- 『アウト・オブ・ジ・エンジェルズ』 - Out of the Angeles (2006年、V2)
- 『ロード・アイズ』 - Road Eyes (2010年、Filter US)
- 『アン・アーキア』 - An Archaea (2021年、EGB Global)

### EP
- Venosa/Eighty Eight (2005年、Invada/GM Recordings)
- Blackout EP (2005年、V2)
- In Flight (2006年、V2)
- A Star Is Born (2007年、V2)
- Young Fight (2009年、Filter US)
- Our Goal To Realise (2017年、Saint Marie)
- All The New Ends (2018年、Saint Marie)
- Thankyou Violin Radiopunk (2020年、E.G.B. Communications)